# توماس كيلر
توماس كيلر (بالإنجليزية: Thomas Keller)‏ هو صاحب مطعم وطاهي أمريكي، ولد في 14 أكتوبر 1955 في معسكر قاعدة مشاة البحرية بندلتون ‏ في الولايات المتحدة.

## وصلات خارجية
- الموقع الرسمي
- توماس كيلر على موقع الموسوعة البريطانية (الإنجليزية)
- توماس كيلر على موقع إن إن دي بي (الإنجليزية)